# Tepecoacuilco de Trujano (comune)
Tepecoacuilco de Trujano è un comune del Messico, situato nello stato di Guerrero.